# Предраг Радованович
Предраг Радованович (сербохорв. Predrag Radovanović / Предраг Радовановић, нар. 27 березня 1911, Белград  — пом. 1 серпня 1964, Мельбурн) —  югославський футболіст, що грав на позиції захисника. Відомий виступами за клуб БСК, а також національну збірну Югославії. П'ятиразовий чемпіон Югославії. 

## Клубна кар'єра
Є вихованцем футбольного клубу «БСК». За першу команду почав грати у 1929 році. 
Здобув з командою першу в історії перемогу у національному чемпіонаті у 1931 році. Перемога вийшла дуже впевненою, адже столичний клуб виграв усі 10 матчів турніру, випередивши найближчого переслідувача загребську «Конкордію» на 9 очок. Лідерами тієї команди були Милорад Арсеньєвич, Александар Тирнанич, Благоє Мар'янович, Джордже Вуядинович, Любиша Джорджевич, Драгомир Тошич (партнер Предрага по лінії захисту команди), провідні гравці національної збірної. 
Також здобував титули чемпіона Югославії у 1933, 1935, 1936 і 1939 роках. 
| Дата       | Місто   | Господарі | Результат | Гості    | Турнір            | Голи | Примітки |
| ---------- | ------- | --------- | --------- | -------- | ----------------- | ---- | -------- |
| 19.04.1931 | Белград | Югославія | 1 – 0     | Болгарія | Балканський кубок | -    |          |
| Усього     |         | Матчів    | 1         |          | Голів             | 0    |          |

Після завершення ігрової кар'єри працював тренером у Ефіопії і Австралії. Загинув у автомобільній аварії у Мельбурні.

## Трофеї і досягнення
- Чемпіон Югославії: 1930-31, 1932-33, 1934-35, 1935-36, 1938-39
- Срібний призер чемпіонату Югославії: 1929
- Володар кубка Югославії: 1934[2]
- Срібний призер Балканського кубку: 1929-31